# Sejati (Camplong)
Sejati is een bestuurslaag in het regentschap Sampang van de provincie Oost-Java, Indonesië. Sejati telt 8126 inwoners (volkstelling 2010).